# Cathy Barry
Pour les articles homonymes, voir Barry.
Cathy Barry, née le 28 septembre 1967, à Bristol, en Angleterre, est un mannequin de charme et une actrice de films pornographiques britannique.

## Carrière
Barry est d'abord embauchée par une fabricant de soutiens-gorge avant de se lancer dans l'industrie du charme. Elle effectue ses premières sessions de mannequinat pour cette même marque en remplacement du mannequin initialement désigné. Barry effectue ensuite plusieurs métiers dans le mannequinat, dont un pour un perceur et un autre pour une campagne publicitaire d'une station de radio, Galaxy 101 (en), à l'âge de  18 ans. Plus tard, elle se lance dans la danse érotique et dans la danse sur table dans des clubs masculins.
À 22 ans, Barry tourne des vidéos érotiques en solo, puis avec d'autres femmes. Elle joue ensuite dans des scènes homme-femme et participe au tournage du film Countess Cathula pour des firmes renommées telles que Playboy TV. Elle effectue ses premiers tournages de films pour adultes en 2000, à l'âge de 27 ans. En dehors de sa carrière d'actrice, elle réalise également des films. En 2006, elle joue dans le film pornographique The Affair avec Omar Williams. Malgré certaines critiques négatives condamnant la mauvaise qualité du film, lui donnant ainsi un style amateur, les retours à propos du film sont globalement positifs. En 2008 et 2011, Barry fait une apparition sur la chaîne britannique Television X (en). De 2010 à 2013, elle tourne neuf épisodes de la série pour adultes Red Light Central TV 1.
En 2004, Barry subit une augmentation mammaire diffusée en direct lors de l'émission Cosmetic Surgery Live (en). Cette opération est alors décrite comme l'augmentation mammaire la plus importante jamais effectuée au Royaume-Uni. Le chirurgien de l'opération a par la suite été convoqué au Comité de déontologie professionnelle de son hôpital.
Barry joue ensuite dans le sixième épisode de la série Skins, diffusé sur le site de l'émission. Dans cet épisode, elle couche avec le personnage de Christopher Miles. Lorsque ce dernier lui avoue être tombé amoureux de son enseignante, Barry lui promet un chèque de 700 livres afin qu'il puisse effectuer un voyage scolaire en Russie.

## Récompenses et nominations
En 2007, Cathy Barry remporte le Prix de la meilleure actrice britannique du festival ETO Awards. Plus tard dans la même année, elle est nommée dans la catégorie de la meilleure actrice des UK Adult Film Awards pour son rôle dans le film Cathy's Diaries 9. Bien qu'elle ne remporte pas le prix, elle reçoit un Life Achievement Award pour l'ensemble de sa carrière.

## Vie privée
Barry naît Catherine Capes, à Bristol, en Angleterre. Durant sa jeunesse, elle est surnommée « Jeff » et « Centerfold », car elle avait le même nom de famille que l'athlète olympique Geoff Capes.  Barry affirme qu'elle était culturiste et aurait voulu faire des études de cuisine, avant d'entamer sa carrière de charme et d'actrice pour adultes. Barry affirme également être bisexuelle.